# Брајан Кранстон
Брајан Ли Кранстон (енгл. Bryan Lee Cranston; рођен 7. марта 1956. у Лос Анђелесу) амерички је глумац, редитељ, сценариста и продуцент, најпознатији по улогама Волтера Вајта у серији Чиста хемија, Хала у ситкому Малколм у средини и Тима Вотлија у ситкому Сајнфелд. Улога у серији Чиста хемија донела му је бројна признања, укључујући четири Емија, Златни глобус и две Награде Удружења глумаца за најбољу главну мушку улогу у драмској серији. Године 2014. освојио је награду Тони за улогу у бродвејској представи До самог краја, у којој је играо Линдона Џонсона. Годину дана касније наступио је у биографској драми Трамбо, која му је донела номинације за Оскара, БАФТУ, Златни глобус и Награду Удружења глумаца за најбољу главну мушку улогу.

## Филмографија
| Улоге у филмовима   |                                            |               |                              | |
| Година              | Српски назив                               | Изворни назив | Улога                        | Напомена |
| 1987.               | Амазонке на Месецу                         |               | болничар                     | |
| 1988.               | Велики преокрет                            |               | Џим                          | |
| 1990.               | Сплетке у фирми                            |               | Дарен                        | |
| 1991.               | Беживотни свемир                           |               | др Френк Дарден              | |
| 1994.               | Јуче не постоји                            |               | функционер клуба             | |
| 1996.               | То што радиш                               |               | Гас Грисом                   | |
| 1996.               | Улична правда                              |               | отац Брофи                   | |
| 1997.               | Време под ватром                           |               | Брадок                       | |
| 1997.               | Стратешка команда                          |               | Фил Хецберг                  | |
| 1998.               | Спасавање редова Рајана                    |               | пуковник у Министарству рата | |
| 1999.               | Последња прилика                           |               | Ленс                         | такође редитељ, сценариста и продуцент |
| 2000.               | Велика ствар                               |               | Роберто Монталбан            | |
| 2000.               | Принц светлости                            |               | Рем                          | |
| 2000.               | Кућа терора                                |               | Рон Гатли                    | |
| 2004.               | Састанци са другим људима                  |               | Питер                        | |
| 2004.               | Илузија                                    |               | Дејвид                       | |
| 2006.               | Мала мис Саншајн                           |               | Стен Гросмен                 | |
| 2006.               | Интелектуална својина                      |               | радио водитељ                | |
| 2007.               | Јака четворка                              |               | Брајс Бекстер                | |
| 2010.               | Ранч љубави                                |               | Џејмис Петис                 | |
| 2011.               | Адвокат на точковима                       |               | детектив Ланкфорд            | |
| 2011.               | Возач                                      |               | Шенон                        | |
| 2011.               | На дистанци                                |               | Ричард Дирден                | |
| 2011.               | Лери Краун                                 |               | Дин Тајнот                   | |
| 2011.               | Зараза                                     |               | Хагерти                      | |
| 2012.               | Црвени репови                              |               | Вилијам Мортамус             | |
| 2012.               | Џон Картер                                 |               | пуковник Пауел               | |
| 2012.               | Мадагаскар 3: Најтраженији у Европи        |               | Витали (глас)                | |
| 2012.               | Време рока                                 |               | Мајк Витмор                  | |
| 2012.               | Тотални опозив                             |               | Вилос Кохаган                | |
| 2012.               | Арго                                       |               | Џек О’Донел                  | Награда Удружења филмских глумаца за најбољу филмску поставу |
| 2013.               | Долази хладна ноћ                          |               | Топо                         | |
| 2014.               | Годзила                                    |               | Џо Броди                     | |
| 2015.               | Трамбо                                     |               | Далтон Трамбо                | номинација - Оскар за најбољег глумца у главној улози номинација - БАФТА за најбољег глумца у главној улози номинација - Златни глобус за најбољег главног глумца у играном филму (драма) номинација - Награда Удружења телевизијских филмских критичара за најбољег глумца у главној улози номинација - Награда Удружења филмских глумаца за најбољег глумца у главној улози номинација - Награда Удружења филмских глумаца за најбољу филмску поставу |
| 2016.               | Кунг фу панда 3                            |               | Ли (глас)                    | |
| 2016.               | Нађи посао                                 |               | Роџер Дејвис                 | |
| 2017.               | Моћни ренџери                              |               | Зордон                       | |
| 2019.               | Ел Камино: Чиста хемија филм               |               | Волтер Вајт                  | камео |
| 2023.               | Астероид Сити                              |               | водитељ емисије              | |
| 2024.               | Аргајл                                     |               | Ритер                        | |
| Улоге у ТВ серијама |                                            |               |                              | |
| 1989.               | Чувари плаже                               |               | Том Логан                    | епизода: |
| 1993.               | Моћни ренџери                              |               | различити гласови            | 2 епизоде |
| 1994.               | Вокер, тексашки ренџер                     |               | Хенк                         | епизода: |
| 1994–1997           | Сајнфелд                                   |               | др Тим Вотли                 | 5 епизода |
| 1998.               | Досије икс                                 |               | Патрик Крамп                 | епизода: |
| 1999.               | Трећи камен од Сунца                       |               | имитатор Нила Дајмонда       | епизода: |
| 2000–2006           | Малколм у средини                          |               | Хал                          | 151 епизода номинација - Награда Еми за најбољег споредног глумца у хумористичкој серији (2002, 2003, 2006) номинација - Златни глобус за најбољег споредног глумца у серији, мини-серији или ТВ филму (2003) |
| 2003–2005           | Лило и Стич                                |               | г. Џејмсон                   | 4 епизоде |
| 2005–2010           | Амерички тата                              |               | различити гласови            | 2 епизоде |
| 2006–2014           | Породични човек                            |               | различити гласови            | 3 епизоде |
| 2006–2013           | Како сам упознао вашу мајку                |               | Хамон Драдерс                | 3 епизоде |
| 2007.               | Откровење                                  |               | Луцифер                      | 4 епизоде |
| 2008–2013           | Чиста хемија                               |               | Волтер Вајт                  | 62 епизоде, такође продуцент Златни глобус за најбољег главног глумца у ТВ серији (драма) (2014) Награда Еми за најбољег главног глумца у драмској серији (2008−2010, 2014) Награда Еми за најбољу драмску серију (2013−14) Награда Удружења глумаца за најбољег глумца у драмској серији (2013−14) Награда Удружења глумаца за најбољу глумачку поставу у драмској серији (2014) номинација - Златни глобус за најбољег главног глумца у ТВ серији (драма) (2011−13) номинација - Награда Еми за најбољег главног глумца у драмској серији (2012−13) номинација - Награда Еми за најбољу драмску серију (2012) номинација - Награда Удружења глумаца за најбољег глумца у драмској серији (2010−12) номинација - Награда Удружења глумаца за најбољу глумачку поставу у драмској серији (2012−13) |
| 2010.               | Уживо суботом увече                        |               | домаћин                      | епизода: Брајан Кранстон/Кање Вест |
| 2011.               | Роботско пиле                              |               | различити гласови            | 3 епизоде |
| 2012.               | Арчер                                      |               | Тони Дрејк                   | 2 епизоде |
| 2012.               | Телевизијска посла                         |               | Рон                          | епизода: |
| 2015.               | Симпсонови                                 |               | различити гласови            | 2 епизоде |
| 2015.               | Кливландов шоу                             |               | различити гласови            | 9 епизода |
| 2022.               | Боље позовите Сола                         |               | Волтер Вајт                  | 2 епизоде |
| 2025.               | Malcolm in the Middle: Life's Still Unfair |               | Хал                          | 4 епизоде |